# Embraer Lineage 1000
El Lineage 1000 és una variant de l'Embraer 190. Aquest avió de reacció privat fou llançat el 2 de maig del 2006. És fabricat per l'empresa brasilera Embraer. És un avió de negocis «ultra-ample» que pot acollir fins a 19 passatgers. Embraer anuncià un preu de venda de prop de 41 milions de dòlars estatunidencs i comptava produir-ne tres o quatre unitats el 2008-2009.

## Vista general
El Lineage 1000 es basa en l'Embraer 190. El canvi més important és l'addició de dos dipòsits a la coberta inferior de l'aparell que gairebé en doblen l'abast. L'interior es divideix en cinc seccions, incloent-hi un dormitori (opcional) i un bany.
Un altre punt destacable del Lineage 1000 és el diàmetre del seu fuselatge, que és molt més important que el de qualsevol altre avió de negocis, com el Cessna Citation X o el Falcon 2000.
En termes de mida, el Lineage 1000 tan sols és superat per avions com el Boeing 737 o els Airbus A318 i A319.
El primer vol del Lineage 1000 tingué lloc el 26 d'octubre del 2007, i el vol del segon prototip tingué lloc el febrer del 2008.

## Evolució
Lineage 1000E
argument de l'abast (2013)